# Luigi Kasimir
Luigi Kasimir (1881-1962) est un graveur, lithographe et peintre autrichien.

## Biographie
Luigi Kasimir naît le 18 avril 1881 à Pettau (l'actuelle Ptuj, en Slovénie), qui appartenait alors à l'Autriche-Hongrie. Son grand-père était peintre et poète et son père, officier des Habsbourg, était également peintre.
Il étudie à l'académie des beaux-arts de Vienne où il a comme professeur Wilhelm Unger, qui lui enseigne la technique de l'eau-forte en couleur, ainsi que sa future épouse, l'artiste Tanna Hoernes (1887-1972).
Il meurt le 5 août 1962 à Grinzing, dans la banlieue de Vienne.

## Œuvre
Luigi Kasimir est principalement connu pour ses eaux-fortes, mais il a également réalisé des peintures à l'huile et des pastels. Son genre de prédilection est le paysage, ou vedute, en particulier pour les monuments, les scènes de rue et les lieux touristiques. Il a représenté des lieux de nombreux pays européens, en particulier l'Italie, l'Autriche et l'Allemagne. Il a également voyagé aux États-Unis pour réaliser une série d'eaux-fortes de célèbres lieux urbains, comme les gratte-ciels new-yorkais ou les merveilles naturelles comme la vallée de Yosemite.
Il a réalisé un ex-libris pour Sigmund Freud, qui avait aussi accroché dans sa salle de consultation une estampe d'un forum romain gravée par Kasimir.

### Technique
Luigi Kasimir est parmi les premiers à réaliser des eaux-fortes en couleur ; avant, les couleurs étaient soit ajoutées à la main soit appliquées sur la plaque principale avec le reste (c'est-à-dire que toutes les couleurs étaient déjà appliquées sur la plaque dès la première épreuve). Luigi Kasimir faisait lui une impression par couleur, rendant chaque estampe unique.

### Publications
- Luigi Kasimir, Galizien 1915, ein künstlertagebuch, 1915[p 1]
- Belgien 1915, 1915[p 2]
- Legenden und Märchen unserer Zeit, 1917[p 3]

### Conservation
Les eaux-fortes de Luigi Kasimir sont conservées dans différentes galeries et musées, dont le Metropolitan Museum of Art.